# 尿石素B
尿石素B（缩写UB）是一种有机化合物，分子式C13H8O3，属于尿石素类化合物，是鞣花单宁（Ellagitannins）代谢产物，存在于石榴等多种植物中。